# 12031 Kobaton
12031 Kobaton è un asteroide della fascia principale. Scoperto nel 1997, presenta un'orbita caratterizzata da un semiasse maggiore pari a 2,3393623 UA e da un'eccentricità di 0,1549363, inclinata di 9,93188° rispetto all'eclittica.